# Ilhas de Dinagat
Ilhas de Dinagat é um província de  quarta classe de renda da província (d) na região Caraga (Região XIII), nas Filipinas. De acordo com o censo de 1 de maio  de  2020 possui uma população de 128 117 pessoas e 29 391 domicílios.
A sua capital é San Jose.

## Subdivisões
Municípios
- Basilisa
- Cagdianao
- Dinagat
- Libjo
- Loreto
- San Jose
- Tubajon